# Wielki Trek
Wielki Trek (afr. Groot Trek, ang. Great Trek) – migracja zewnętrzna części Burów z Kolonii Przylądkowej na wschód i północny wschód południowej Afryki w latach 30. i 40. XIX wieku. Spowodowana prowadzoną przez Brytyjczyków dyskryminacyjną polityką.

## Kolonia Przylądkowa
Początkiem europejskiej eksploracji w Południowej Afryce był dzień 6 kwietnia 1652, w którym Holender
Jan van Riebeeck na zlecenie Holenderskiej Kompanii Wschodnioindyjskiej
wzniósł na Przylądku Dobrej Nadziei stację zaopatrzeniową. Rozwój osadnictwa do 1688 roku był powolny. W latach 80. XVII wieku Kompania podjęła decyzję o osadnictwie, by uczynić stację zaopatrzeniową bardziej opłacalną i zdolną do samodzielnej obrony. Do 1707 roku liczba osadników wzrosła do ok. 2000 (Holendrzy, Niemcy, francuscy Hugenoci). Mimo zatrzymania w 1717 roku akcji sponsorowanego osadnictwa liczba ludności cały czas rosła osiągając w 1795 roku ok. 13 500 osób. Mimo niewielkiej liczby ludności ekspansja terytorialna do początku lat 70. XVIII wieku była szybka. Opór ludów Khoisan (Khoi-khoi (Hotentoci) i Buszmenów), choć sporadycznie zaciekły, był łamany, a znaczna ich część została włączona do społeczności kolonialnej jako klasa służebna. Ekspansja uległa zahamowaniu, kiedy w latach 70. XVIII wieku osadnicy napotkali nad rzeką Great Fish River forpoczty ludów Bantu (AmaXhosa), a na północy dotarli do półpustynnych regionów na południe od rzeki Oranje (pomarańczowej).
W drugiej połowie XVIII wieku Holenderska Kompania Wschodnioindyjska była bliska stanu upadłości. W 1795 roku, za zgodą Wilhelma Orańskiego wygnanego przez Francuzów stadhoudera Niderlandów oddziały brytyjskie wylądowały w Przylądka Dobrej Nadziei. I po krótkim oporze lokalnych sił zajęły Kolonię Przylądkową. Wielka Brytania nie chciała dopuścić, aby tak ważny strategicznie punkt przeszedł pod wpływy Francuzów.
Po pokoju w Amiens w 1802 roku Brytyjczycy oddali z powrotem tereny Kolonii Przylądkowej Republice Batawskiej. W 1806 roku po wznowieniu wojny z Francją ponownie zajęli Przylądek, tym razem jednak z zamiarem pozostania na stałe. Ostatecznie w 1814 roku Holandia zrzekła się praw do Kolonii Przylądkowej na rzecz Wielkiej Brytanii.
W 1820 roku rozpoczęła się planowa angielska akcja kolonizacyjna, w ramach której przybyło do Kolonii Przylądkowej ok. 4.000 brytyjskich osadników, którzy osiedlili się w większości we wschodniej części Kolonii Przylądkowej. Brytyjskie władze od 1806 roku wprowadzały szereg reform mających na celu usprawnienie administracji i stopniową anglicyzację Kolonii Przylądkowej. Obok obowiązującego prawa rzymsko-holenderskiego zaczęto wprowadzać elementy angielskiego common law. Język angielski uczyniono językiem urzędowym, chociaż dopuszczano cały czas używanie języka holenderskiego. Kolejne zmiany administracyjne wywoływały niezadowolenie ludności burskiej, gdyż regulacje obrotu ziemią zwiększyły koszty jej nabywania. Zlikwidowano różne nieformalne formy własności ziemi. W efekcie zaostrzyła się sytuacja społeczna. Na początku lat 30. XIX wieku, około 4/5 mieszkańców pogranicza nie posiadało własnej ziemi, co w połączeniu z zamknięciem pogranicza i ograniczaniem wykorzystania ziem wspólnych, prowadziło do fermentu. Jednym z efektów takiego rozwoju sytuacji była nielegalna emigracja poza północne granice Kolonii Przylądkowej, która miała się rozpocząć już od 1813 roku (być może nawet wcześniej), a od 1823 roku Burowie zaczęli zgłaszać oficjalne petycje o zgodę na czasowe osiedlanie się poza granicami Kolonii, na co władze brytyjskie zaczęły wyrażać zgodę od 1825 roku. W efekcie do roku 1835, na tereny późniejszej Oranii napłynęło ok. 1500 Burów.
W 1827 roku władze brytyjskie zniosły dotychczasowy system lokalnego samorządu, likwidując stanowiska landdrostów (starostów), hemraaden (ławników) i rady landdrostów i hemraaden, likwidując w ten sposób jeden z filarów uprzywilejowanej pozycji burskich notabli. Co więcej, system komando i stanowisko veldkorneta podporządkowano brytyjskim władzom wojskowym, uderzając w drugi z filarów społeczno-politycznej pozycji burskich notabli. Kroplą przepełniającą czarę była uchwalona w 1833 roku ustawa parlamentu brytyjskiego, która zniosła niewolnictwo na terenie Imperium Brytyjskiego. Zasadniczym powodem niezadowolenia było jednak nie tyle zniesienie niewolnictwa, czego się spodziewano od pewnego czasu, co wysokość przyznanych odszkodowań, które w przypadku Kolonii Przylądkowej wynosiły ok. 50% wartości wyliczonej wcześniej przez specjalną komisje rządową, oraz konieczność ich odbioru w Londynie. Co więcej, 1/3 przyznanej sumy przeznaczono na spłatę zadłużenia plantatorów i farmerów. W efekcie tych wszystkich czynników doszło do pogorszenia nastrojów w Kolonii i wielu z Burów, zachęconych doświadczeniami wcześniejszych emigrantów, zaczęło rozważać pomysł opuszczenia Kolonii Przylądkowej.
Pierwsi emigranci (Louis Tregardt) wyruszyli jeszcze w 1834 roku. Jego przykład pokazuje zresztą faktyczny charakter tego ruchu.

## Trek

### Charakter i motywy Treku
Wbrew utartym poglądom nie mamy do czynienia z ruchem zorganizowanym, w sensie odgórnie przygotowanej przez grupę spiskowców akcji. Tak naprawdę Wielki Trek to zasadniczo szereg dość spontanicznych migracji grup rodzinno-klientalno-sąsiedzkich, wyruszających pod przewodnictwem lokalnego notabla, lub innej osoby obdarzonej autorytetem. Taki charakter migracji tłumaczy też późniejsze losy samego Treku, jak i republik burskich, które powstały w jego wyniku. Motywy i cele poszczególnych uczestników migracji też były bardzo różne, tak samo, jak ich stosunek do władz kolonialnych. Obok zdecydowanych przeciwników Wielkiej Brytanii i jakichkolwiek kontaktów z Kolonią Przylądkową, takich jak: Louis Tregardt, czy Andries Hendrik Potgieter, byli tacy, którzy podkreślali swą lojalność wobec władz Kolonii i chęć podtrzymywania z nią kontaktów, jak Piet L. Uys. Byli wreszcie tacy, których stosunek, przynajmniej początkowo był dość neutralny, jak Andries Wessels Pretorius. Wspólnym motywem opuszczenia Kolonii, było przekonanie o wyczerpaniu perspektyw dalszego rozwoju na jej terenie w efekcie zmian, jakie dotykały Kolonii oraz głód ziemi. Niewątpliwie niezadowolenie z brytyjskiej polityki oraz zniesienie niewolnictwa, także były istotnymi motywami tego ruchu. Poza tym każda z grup i jej przywódców miała swoje własne powody do emigracji. Celem była chęć zorganizowania sobie życia na własnych zasadach i na własny sposób. Wcześniejsze doświadczenia emigrantów takich jak Griqua, oraz trekburowie migrujący na tereny na północ od rzeki Oranje od drugiej i trzeciej dekady XIX wieku, przekonywały, że jest to możliwe.

### Początki Treku
Za najwcześniejszego z voortrekkerów uważa się Louisa Tregarda, który tak naprawdę zaczął przygotowywać się do emigracji już u schyłku lat 20. XIX wieku. Już w 1830 roku jego syn Karel uzyskał od Hintsy, władcy Gcaleka-Xhosa, dzierżawę 12 000 mórg (7000 ha ziemi) na 99 lat. Jak widać, początkowo celem jego emigracji były tereny na wschód od Kolonii Przylądkowej. Tam też poza rzekę Kei w 1834 roku przeniósł się Tregard wraz ze swoją rodziną, klientami i kolorową służbą. Tregard został bliskim doradcą Hintsy, wiele też wskazuje, że zajmował się przemytem i dostarczeniem broni palnej dla Gcaleka-Xhosa.
Podobny kierunek wybrał w 1834 roku Pieter Uys, który wędrując na wschód przez ziemie Xhosa, prowadził rozpoznanie możliwości dotarcia tym szlakiem do Natalu, gdzie pragnął się osiedlić. Jak widać, przynajmniej początkowo część Burów rozważała emigrację poza wschodnią granicę Kolonii, albo przynajmniej przez tereny zamieszkane przez Xhosa. Sytuację zmienił wybuch wojny między Xhosa i Kolonią, która trwała w latach 1834-1835. Brytyjczycy oskarżali Tregardta o zachęcanie Xhosa do sprowokowania wybuchu wojny. To wojna ewidentnie zmusiła Tregarda do podjęcia decyzji o porzuceniu terenów na wschód od Kolonii. W 1835 roku Tregard wyruszył na północ w towarzystwie grupy Rharhabe-Xhosa dowodzonych przez Mnayaluzę wuja Nqgiki władcy Rharhabe-Xhosa.
Drogi Tregardta i Mnyaluzy rozeszły się w dolinie rzeki Caledon. Wódz Xhosa pozostał w dolinie rzeki Caledon, a do L. Tregardta dołączył Janse van Rensburg i razem podążyli dalej na północ. W maju 1836 roku dotarli obaj do Zoutpansbergu, gdzie ich drogi się rozeszły. Tregardt osiedlił się w Zoutpansbergu, gdzie przebywał do sierpnia 1837 roku. Tam odwiedził go w maju 1836 roku Andries Hendrik Potgieter, jeden z późniejszych przywódców Wielkiego Treku. Tymczasem J. van Rensburg ze swoją grupą podążył dalej na północny wschód, ale w czerwcu 1836 roku jego grupa została rozbita nad rzeką Limpopo przez Soshangane, władcę ludu Gaza.
Tymczasem z Kolonii Przylądkowej wyruszyła główna fala voortrekkerów.

### Główna fala emigracji wyrusza
W 1835 i 1836 roku wyruszyła główna fala burskich emigrantów. Składało się na nią szereg rodzinno-klientalno-sąsiedzkich grup, których motywy i cele emigracji były bardzo zróżnicowane. Od samego początku istniały dwa zasadnicze cele i kierunki emigracji: Transwal i Natal. Jeszcze we wrześniu 1835 wyruszył wspomniany już Janse van Rensburg, który dołączył do Tregardta i razem ruszyli do północnego Transwalu. W listopadzie i grudniu 1835 roku wyruszył dwie kolejne duże grupy voortrekkerów Andriesa H. Potgietera i Sarela Ciliersa, które na początku 1836 roku zatrzymały się w regionie Thaba Nchu, charakterystycznej góry leżącej niemal pośrodku późniejszej Oranii. Tam udzielił im gościny Moroko, władca ludu BaRolong. Thaba Nchu stało się punktem zbornym dla wszystkich voortrekkerów. Zadecydowało o tym, jej położenie, charakterystyczny wygląd i przyjazne nastawienie władcy BaRolong. Od początku 1836 roku przybywały tam kolejne grupy emigrantów. Pod koniec 1836 roku przybył tam Gert Maritz, a w pierwszych miesiącach 1837 roku Piet Retief i P.L. Uys. W ten sposób, do połowy roku 1837 pojawili się wszyscy, z wyjątkiem jednego, najważniejsi uczestnicy Wielkiego Treku. Ostatni z nich Andries W. Pretorius miał wyruszyć rok później od reszty. W sumie do kwietnia 1837 roku na całym obszarze pomiędzy rzekami Oranje i Vaal znajdowało się pięć lub sześć wielkich obozowisk voortrekkerów, w których znajdowało się około 2000 ludzi.
Nie przybyli jednak na tereny puste i bezludne – obszary na północ od rzeki Oranje był światem wielu społeczności, władztw i państw.

#### Sytuacja na północ od rzeki Oranje
W połowie lat trzydziestych XIX wieku sytuacja polityczna na obszarach na północ od rzeki Oranje zaczęła się stabilizować po wstrząsach i migracjach lat nastych i dwudziestych (mfecane). W dolinie rzeki Caledon ugruntowało swoją pozycję państwo Moshoeshoe (Basuto, ob. Lesotho), który zaczął w latach trzydziestych gromadzić zasoby broni palnej i amunicji, oraz konie, przejmując od Griqua i Korana burską taktykę walki. Centrum jego państwa leżało między Górami Błękitnymi w Lesotho a rzeką Celedon, ale dzięki sojuszowi z BaTaung, Moshoeshoe miał też przyczółek na zachodnim brzegu tej rzeki. Na północ od niego istniało konkurencyjne państwo BaTlokwa pod władzą Sekonyeli, który podobnie w tym czasie zaczął adaptować konie i broń palną, jako podstawowe narzędzia prowadzenia wojny. Ponadto w latach 1833-1834 z doliny rzeki Vaal napłynęły na zachodni brzeg rzeki Caledon grupy Korana (Gert Taaibosch), Griqua (Piet Davids i Carolus Baatje), które także utworzyły tam swoje władztwa. Wraz z nimi przybyli też, wspomniani wcześniej BaRolong Moroko, którzy osiedlili się wokół góry Thaba Nchu, na zachód od rzeki Caledon. Poza nimi funkcjonowało w tym regionie wiele pomniejszych grup afrykańskich i mieszanego pochodzenia. Między rzekami Oranje i Modder funkcjonowało państwo Griqua ze stolicą w Philippolis, na którego czele stał Adam Kok III. Na zachód od niego rozciągało się drugie z państw Griqua, ze stolicą w Griguatown, kierowane przez Andriesa Waterboera, a na północ od niego kolejne z państw Griqua, rządzone przez Barenda Barendsa. Dolina rzeki Vaal była kolejnym obszarem, gdzie istniał szereg drobnych ludów i władztw. Wreszcie w dolinach rzek Riet, Modder i Vet już od przełomu lat dwudziestych i trzydziestych XIX wieku funkcjonowały grupy (ok. 1500) trekburów.
Społeczności żyjące w pobliżu rzeki Vaal, żyły w cieniu Mzilikaziego, władcy Ndebele (Matabele). Centrum jego państwa leżało w późniejszym zachodnim Transwalu (ob. North-West), skąd dokonywał dalekich rajdów we wszystkich kierunkach, tworząc wokół swego państwa strefę buforową. Z jego państwem voortrekkerzy musieli się mierzyć jeszcze w 1837 roku.

#### Konflikt z Mzilikazim
Przybywając na tereny na północ od rzeki Oranje, Vortrekkerzy starali się utrzymywać poprawne stosunki z miejscowymi ludami afrykańskimi, tym bardziej że cele migracji dla różnych grup trekkerów były albo ziemi późniejszego Transwalu, albo Natal, a tereny pomiędzy rzekami Oranje i Vaal traktowali wyłącznie, jako punkt przystankowy na drodze migracji. Zapewne niezupełnie świadomi voortrekkerzy naruszyli tereny uznawane przez Mzilikaziego, za należące do jego strefy wpływów. Z jego punktu widzenia Burowie byli kolejną, niebezpieczną grupą migrującą z południa, podobną do Korana i Griqua, z którymi już wcześniej miał do czynienia. Dlatego postanowił działać szybko i zdecydowanie. Jako że w starciach z tamtymi grupami jego siły odnosił sukcesy, Ndebele nie odczuwali specjalnego lęku przed bronią palną. W sierpniu 1836 roku oddziały Ndebele uderzyły na rozproszone grupy voortrekkerów. Zniszczyli dwie mniejsze grupy migrujących Burów. Trzecia z grup, ostrzeżona wcześniej o zagrożeniu zdołała odeprzeć atak ok. 500 wojowników.
Tymczasem A.H. Potgieter i S. Celliers zdołali zgromadzić najdalej na północ wysunięte grupy voortrekkerów i założyli obronny tabor (laager) na wzgórzu Vegkop. Tam zostali zaatakowani 20 października 1836 roku, przez ok. 5000 wojowników Ndebele (według innych danych było tam 2000 Ndebele). W czasie wielogodzinnej walki Burowie odparli Ndebele zabijając 430 wojowników (według innych danych 184 zabitych) przy minimalnych stratach własnych w ludziach (2 zabitych), ale stracili przy okazji 100 koni, 5000 sztuk bydła i 40 000 owiec i kóz. Tak więc mimo militarnego sukcesu tak grupa voortrekkerów została pozbawiona znacznej części swoich zasobów i mogła się wycofać w rejon Thaba Nchu tylko dzięki pomocy nowo przybyłego Gerta Maritza i Moroko, władcy BaRolong.
Dzięki przybyciu grupy Maritza i innych pomniejszych grup, siły voortrekkerów zostały znacząco wzmocnione. Co więcej, mogli oni liczyć na wsparcie wielu lokalnych ludów i społeczności wrogich Ndebele. To pozwoliło przygotować ekspedycję odwetową. W styczniu wyruszyło na północny zachód komando liczące nieco ponad 210 ludzi w tym 107 voortrekkerów i 105 Griqua, Korana i BaRolong. 17 stycznia 1837 roku komando to zaskoczyło Ndebele i zaatakowało ich siedziby w dolinie rzeki Mosega (zachodni Transwal), niszcząc 15 kraali, zabijając ok. 400 Ndebele i uprowadzając ok. 7000 sztuk bydła.
Mzilikazi nie był w stanie dokonać odwetu, gdyż jego porażka zaktywizowała wszystkich jego przeciwników w regionie. Jeszcze w marcu 1837 roku Griqua zaatakowali siedziby Ndebele, a w sierpniu i wrześniu dołączyli do nich Korana Jana Bloema II. Co więcej, w czerwcu 1837 w centralnej części Transwalu pojawiły się oddziały impi Dingana władcy Zulusów, które na początku lipca zaatakowały dolinę rzeki Mosega. Ndebele co prawda odparli ten atak, ale Mzilikazi uznał, że najlepszym rozwiązanie, wobec takiego rozwoju sytuacji będzie emigracja na północ.
W momencie, kiedy jego lud szykował się do emigracji, w październiku 1837 roku A.H. Potgieter i P.L. Uys zaatakowali Ndebele na czele komanda liczącego 330 osób w tym 135 voortrekkerów i ok. 200 Griqua, Korana i BaRolong. Do konfrontacji doszło w dolinie rzeki Marico, gdzie w trakcie ośmiodniowej bitwy (4-12 listopada 1837 roku), Ndebele zostali pokonani, tracąc 3000 ludzi. Komando zagarnęło także 7000 sztuk bydła. Po tej klęsce Ndebele ostatecznie porzucili zachodni Transwal i po kilkuletniej wędrówce osiedlili się w obecnym północno-zachodnim Zimbabwe.
Społeczność emigrantów stanęła przed dylematem.

### Trek na rozdrożu: Natal czy High Veld
Zwycięstwo w dolinie rzeki Mosega zapewniło trekkerom bezpieczeństwo ze strony Ndebele. Jednocześnie napływały kolejne grupy voortrekkerów i pojawiły się dwa problemy: organizacji migracji i dalszego jej kierunku. Voortrekkerzy wędrowali w grupach rodzinno-klientalno-sąsiedzkich. Ambicje przywódców poszczególnych grup stały na drodze do porozumienia. Tym bardziej że kierowały nimi różne motywy emigracji. Do pierwszego sporu doszło między A.H. Potgieterem i G. Maritzem, jednym ze źródeł była kwestia podziału łupów po bitwie w dolinie Mosega. Napływ kolejnych grup tylko potęgował spory i zamieszanie. Potgietera usunięto z funkcji przewodniczącego Rady wojennej (Krygsraad), a Piet Retief i G. Maritz podzielili się władzą nad maatschapij (wspólnota) trekkerów. Tych decyzji nie zaakceptował oczywiście Potgieter i jego zwolennicy, a także nowo przybyły P.L. Uys. W efekcie tym, co od początku obserwujemy w emigracji Burów, był brak politycznej jedności. Zresztą nawet sojusz Retiefa i Maritza miał się okazać krótkotrwały. Obok osobistych ambicji i animozji, głównym powodem braku jedności były różnice zdań co do kierunku dalszej emigracji. Tymczasem decyzja o kierunku migracji była w dużej mierze pochodną celu, jaki sobie poszczególne grupy stawiały. Ci, którzy tak jak Potgieter dążyli do zerwania wszelkich związków z Wielka Brytanią, kierowali się w głąb interioru, do Transwalu, licząc na nawiązanie kontaktów z portugalskim portem w Lourenco Marques (ob. Maputo). Ci zaś, którzy w emigracji szukali nowych możliwości, ale nie chcieli koniecznie zrywać związków z Kolonią Przylądkową i Wielka Brytanią wybierali Natal, gdzie żyzna ziemie, łagodny klimat, dostatek wody i bliskość Port Natal (Durban), obiecywały dostatnie i spokojne życie bez nadmiernej ingerencji brytyjskich władz.
W efekcie do końca 1838 roku zdecydowana większość voortrekkerów opuściła ziemie między Oranje i Vaal. Pozostało tutaj najwyżej kilkuset emigrantów, którzy osiedli najczęściej w rejonie rzeki Vet. Zdecydowana większość emigrantów albo udała się za Retiefem i Martizem do Natalu, albo za Potgieterem do Transwalu. W ten sposób losy voortrekkerow zostały na pewien czas rozłączone.

### Natal
Od samego początku Natal był dla wielu voortrekkerów głównym celem emigracji. Relacje podróżników, brytyjskich kupców osiedlających się w Port Natal od 1824 roku, czy wreszcie P.L. Uysa brzmiały zachęcająco. Kraina wydawała się opustoszała, żyzna, dobrze nawodniona i co ważne miała własny port. Co więcej, władze brytyjskie mimo obecności niewielkiej kolonii Brytyjczyków, nie śpieszyły się z aneksją. Można więc było liczyć, że nadal nie będą interweniować na tym terenie. Natal nie był jednak pusty, a sąsiedztwo państwa Zulusów mogło niepokoić.

#### Sytuacja w Natalu w 1837 roku
W 1837 roku dominującą siłą polityczną w regionie było państwo Zulusów pod rządami Dingana, brata Czaki, twórcy tegoż państwa. Od 1826 roku, kiedy pokonał swego największego konkurenta, lud Ndwandwe, Zulusi uzyskali faktyczną hegemonię nad tym regionem, obejmującym niemal całą obecną prowincję KwaZulu-Natal, choć obszar bezpośredniej władzy był znacznie mniejszy. Zabójstwo Czaki w 1828 roku i przejęcie władzy przez Dingana nie zmieniło sytuacji. Nowy władca szybko skonsolidował swoje panowanie i na początku lat trzydziestych XIX wieku był już niekwestionowanym przywódcą Zulusów. O ile centrum jego państwa leżało w Zululandzie, to wbrew pozorom teren samego Natalu nie był bezludny. Zulusi dbali wprawdzie o to, żeby nie powstały tam silne struktury polityczne, dlatego Natal był światem szeregu małych społeczności pozostających w różnym stopniu zależności w stosunku do państwa Zulusów, tak samo zresztą Zulusi traktowali niewielką społeczność brytyjskich kupców zamieszkujących Port Natal i najbliższe okolice. Kolonia ta istniejąca od 1824 roku nadal była niewielka i w połowie lat trzydziestych XIX wieku nie liczyła więcej niż 30-40 białych. Znaczenie tej społeczności było jednak większe, niż sugerowałaby to liczba. Po pierwsze kontrolowali oni najlepszy port w okolicy, po drugie dzięki licznej, afrykańskiej klienteli, której liczebność przekraczała 2500, z których znaczna część była wyszkolona w posługiwaniu się bronią palną. W efekcie Port Natal wyrastał na znaczącego gracza w polityce regionu. Pojawienie się voortrekkerów oznaczało naruszenie dotychczasowego układu sił.

#### Piet Retief i Dingan
W październiku 1837 roku P. Retief pojawił się w Natalu, witany z radością w Port Natal i z zaniepokojeniem przez Dingana. Władca Zulusów dość dobrze się orientował w wydarzeniach, które miały miejsce na High Veldzie. I zdawał sobie sprawę z potencjalnego zagrożenia, jakie mogą stanowić voortrekkerzy, którzy dopiero co pokonali Mzilikaziego. Dlatego postanowił zniechęcić Burów do osiedlenia się w Natalu. Kiedy Retief przybył do siedziby Dingana z prośbą o zgodę na osiedlenie się voortrekkerow na terenach na południe od rzeki Tugela, władca Zulusów nie chciał wprost odmawiać, obawiając się otwartego konfliktu. Oskarżył jednak voortrekkerów o atak na jego poddanych i kradzież bydła. Kiedy P. Retief wskazał Sekonyelę i jego BaTlokwa, jako winowajców, Dingan zażądał, by Retief odzyskał skradzione bydło, od tego uzależniając podjęcie rozmów. Wykorzystał też wizytę burskiego przywódcy do pokazu siły, organizując manewry 6000 wojowników i oprowadzając po koszarach przewidzianych dla 30.000 wojowników. Miał nadzieję, że to skłoni Burów do rezygnacji z emigracji do Natalu.
Tymczasem P. Retief zorganizował komando przeciw Sekonyeli i zmusił go do wydania rzekomo zrabowanego bydła. Spełniwszy żądanie Dingana, Retief podążył do stolicy państwa Zulusów z zamiarem zawarcia traktatu. Ze sobą zabrał 100 ludzi, w tym 70 Burow i 30 Koloredów, chcąc zrobić na władcy Zulusów odpowiednie wrażenie. W międzyczasie, nie czekając na zawarcie traktatu, do Natalu zaczęły napływać kolejne grupy voortrekkerów. W tej sytuacji władca Zulusów zaplanował podstęp, chcąc w zarodku zlikwidować zagrożenie. 6 lutego 1838 roku na rozkaz Dingana zaatakowano zaskoczonych Burów. Retief i wszyscy mu towarzyszący zostali zabici, a 10 regimentów wojowników ibutho zostało wysłanych, by zaatakować rozproszone po całym Natalu grupy Burów. W ten sposób zaczęła się wojna bursko-zuluska.

#### Wojna bursko-zuluska, 1838-1840
Szóstego lutego 1838 roku oddziały zuluskie wyruszyły ze swojej stolicy z zamiarem zaatakowania rozproszonych grup Burów. Jedenaście dni później Zulusi zaatakowali niczego niespodziewających się emigrantów. Tak rozpoczęły się działania zbrojne w wojnie bursko-zuluskiej. Tylko tego dnia, 17 lutego 1838 roku zginęło ponad 600 Burów, a Zulusi zagarnęli 25000 sztuk bydła.
Gert Maritz zdołał w pośpiechu zebrać komando, ale Zulusi wymknęli się. Wbrew nadziejom Dingana poniesione straty nie skłoniły Burow do opuszczenia Natalu. Wobec kolejnych ataków większość z nich zgromadziła się w taborach (laager), których Zulusi nie potrafili zdobyć. Do wojny tymczasem dołączyli Brytyjscy osadnicy z Port Natal i voortrekkerzy z High Veldu. Jeszcze w marcu 1838 roku siły z Port Natal zaatakowały Zulusów, uprowadzając znaczne łupy. Tymczasem A.H. Potgieter i P.L. Uys zgromadzili ok. 400 zbrojnych i ruszyli z odsieczą pobratymcom z Natalu. W tym samym czasie oddziały z Port Natal, dowodzone przez Johna Cane’a i Alexandra Biggara ponownie zaatakowały Zulusów. Nauczeni dotychczasowym doświadczeniem Zulusi postanowili zaatakować Potgietera i Uysa, w górzystym terenie, gdzie trudniej było wykorzystać przewagę, która dawały konie i broń palna. 11 kwietnia 1838 roku Zulusi wciągnęli burskie komando w zasadzkę pod Italeni i w zaciekłym starciu zadali im dotkliwa porażkę. W bitwie zginął P.L. Uys i jego syn, a A.H. Potgieter z trudem zdołał się przebić przez siły Zulusów i powrócił na tereny High Veldu. Sześć dni później, 17 kwietnia Zulusi rozbili nad Tugelą siły Cane'a i Biggara, a 24 kwietnia spustoszyli Port Natal. Te sukcesy Zulusów nie zmieniły zasadniczo sytuacji. Nadal panował pat. Zulusi mimo sukcesów nie mogli rozbić Burów, ci natomiast nie mieli dość sił, by pokonać Zulusów, co więcej stopniowo wyczerpywały się ich zapasy prochu i amunicji. Zulusi cały czas nękali zamkniętych w taborach Burów, a nawet próbowali wykorzystywać w walce zdobytą broń palną i konie. 10 sierpnia 1838 zaatakowali w rejonie rzeki Bushman's jeden z taborów, naśladując taktykę Burów. Braki w umiejętnościach jeździeckich i strzeleckich uniemożliwiły im odniesienie sukcesu. We wrześniu 1838 roku zmarł Gert Maritz, co osłabiło aktywność Burów. Z drugiej strony Dingan widząc, że nie może osiągnąć rozstrzygnięcia, zaplanował kampanię na północy, przeciwko Swazi (Suazi), ewidentnie planując przeniesienie centrum swego państwa dalej na północ. Sytuacja zmieniła się 22 listopada 1838 roku, kiedy do Natalu przybył Andries W. Pretorius, ostatni z przywódców Wielkiego Treku. Przybycie świeżych sił, w tym nowych zapasów prochu i amunicji pozwoliło przygotować nową kampanię. 28 listopada 1838 roku Pretorius wyruszył na czele komanda, liczącego 468 voortrekkerów, 60 Afrykanów i 3 Brytyjczyków. Celem wyprawy była stolica Dingana, Mgungundhlovu. 16 grudnia 1838 roku nad rzeką Ncome (Bitwa nad Blood River), doszło do bitwy z liczącą 10-12 tys. wojowników armią Zulusów. Dzięki umiejętnemu połączeniu taktyki taboru i mobilności konnych strzelców Pretorius rozbił armię zuluską, która miała stracić 3000 zabitych. Burowie tymczasem nie stracili ani jednego zabitego. Po bitwie Pretorius zajął opuszczoną i spaloną stolicę Dingana. Zwycięstwo, mimo że spektakularne, to początkowo niewiele zmieniło sytuację. Burowie udowodnili wprawdzie swą przewagę w otwartym polu i osłabili siły Zulusów, ale nie byli ich w stanie zmusić do kapitulacji. Przeciwnik został pobity, ale nie pokonany, co udowodnił 26 grudnia 1838 roku, kiedy wciągnął w zasadzką 300-osobowy oddział burski, który dopiero po wielogodzinnej walce zdołał się wycofać i znalazł schronienie w taborze. 29 grudnia 1838 roku Pretorius wobec odmowy Dingana podjęcia negocjacji pokojowych, oraz wobec kurczenia się zapasów postanowił wycofać się do Natalu. Obie strony wydawały się niezdolne do zadania przeciwnikowi ostatecznego ciosu i narzucenia warunków pokoju. W tej sytuacji Burowie przystąpili do budowy struktur niezależnego państwa Republiki Natalii, a Dingan kolejny raz wyprawił się przeciw Swazi, chcąc odsunąć centrum swego państwa od Natalu. Tymczasem 4 grudnia 1838 roku Brytyjczycy okupowali Port Natal, mając nadzieję na narzucenie swojej mediacji stronom konfliktu i podporządkowanie voortrekkerów. Od stycznia do września mamy do czynienia z faktyczną przerwą w działaniach zbrojnych. Burowie w tym czasie konsolidowali swoją kontrolę nad Natalem i obserwowali posunięcia brytyjskie. Zulusi próbowali wynegocjować z Burami porozumienia i podbić Swazi. Pat został przełamany przez bunt M'Pandy, brata Dingana. We wrześniu 1839 roku M'Panda z armią 17000 zwolenników wypowiedział posłuszeństwo bratu i przekroczył Tugelę. Po początkowych wahaniach 15 października 1839 roku voortrekkerzy zawarli porozumienie z M'Pandą, uznając go za legalnego władcę Zulusów. Tymczasem Dingan ponosił kolejne porażki w starciach ze Swazi. W zmienionej sytuacji, 24 grudnia 1839 roku brytyjski garnizon opuścił Port Natal. 15 stycznia 1840 roku połączone siły Burów i M'Pandy wyruszyły na północ przeciw Dinganowi. Siły voortrekkerów liczyły 308 Burów, 60 Koloredów i 400 Afrykanów, M'Panda zmobilizował 4000 wojowników, na których czele stał Nonguluza, który 1838 roku pokonał siły Port Natalu nad rzeką Tugela. W ciągu całej kampanii nie doszło do ani jednego starcia z udziałem voortrekkerów, a siły M'Pandy cały czas rosły dzięki dezerterom. Ostatecznie 31 stycznia 1840 roku Nonguluza przechwycił i rozbił w krwawej bitwie pod Maqongao armię Dingana, który zbiegł na północ, gdzie został zabity przez Swazi. 14 lutego 1840 roku M'Panda został formalnie królem Zulusów, zawarł traktat pokojowy z Burami, uznając się za sojusznika i lennika Republiki Natalii.

#### Republika Natalii, 1839-1842
Jeszcze przed zwycięstwem nad Blood River Burowie w Natalu przystąpili do budowy struktur państwowych w Natalu. Początki ich budowy wiązały się z osobami Gerta Maritza i Jacobusa Boshofa. Jeszcze w 1838 roku uchwalono konstytucję (Grondwet) Zjednoczonych Taborów, która w 1839 roku stała się konstytucją Republiki Natalii. Formalnie republika zaczęła istnieć na początku 1839 roku, a od 1840 roku zgłaszała pretensję do suwerenności nad wszystkimi voortrekkerami. W samym Natalu zasadniczym problemem republiki była kwestia regulacji relacji pomiędzy różnymi ośrodkami władzy, a także kwestia granic i stosunków z Afrykanami żyjącymi tak poza, jak i na terytorium republiki. Najważniejszym jednak problemem było uzyskanie międzynarodowego uznania, a przede wszystkim uregulowanie stosunków z Wielką Brytanią.

#### Brytyjska interwencja w Natalu i Drugi Trek, 1842-1845
Brytyjczycy z uwagą obserwowali posunięcia Burów w Natalu. Już interwencja z 1838 roku i okupacja (do grudnia 1839 roku) Port Natal, świadczyła, że nie zamierzają pozostawać bierni. Perspektywa powstania samodzielnego państwa burskiego z dostępem do niezależnego portu budziła daleko idące zaniepokojenie w Kapsztadzie i Londynie. Z brytyjskiej perspektywy voortrekkerzy byli tylko zbuntowanymi poddanymi, a Port Natal mógł dać im szansę na realne uniezależnienie się od Wielkiej Brytanii. Przez cały 1840 rok władze brytyjskie rozważały różne opcje w swojej polityce wobec voortrekkerów w Natalu. Jasne było jednak to, że ostatecznym celem było podporządkowanie sobie Natalu i tamtejszych Burów. Zbrojne działania burskie na południowym pograniczu Natalu, Wielka Brytania uznała za wystarczający pretekst do interwencji, oskarżając Republikę Natalii o destabilizowanie sytuacji w regionie. Jeszcze w 1841 roku na ziemie M'Pandy skierowano 250 osobowy oddział kpt. Thaddeusa C. Smitha, który miał obserwować wydarzenia w Natalu. W marcu 1842 roku Brytyjczycy wyruszyli w kierunku Port Natal, do którego dotarł 4 maja 1842 roku, nie napotykając żadnego oporu. Siły brytyjskie przejęły kontrolę nad portem i umocniły się tam. Oddziały burskie zaczęły się koncentrować w leżącej nieopodal Congelli. 23 maja 1842 doszło do bitwy pod Congellą, w której oddział brytyjski został pokonany. Brytyjczycy zostali zablokowani w forcie i rozpoczęło się trwające miesiąc oblężenie. Odsiecz brytyjska przybyła w nocy z 24 na 25 czerwca 1842 roku, zmuszając Burów do odstąpienia od oblężenia, a następnie do wycofania się z Congelli. Pokonani Burowie stracili serce do walki i 15 lipca 1842 skapitulowali.
Mimo kapitulacji sytuacja nie uspokoiła się, a część voortrekkerów z Natalu, wspierana przez pobratymców z High Veldu, nie chciała się pogodzić z kapitulacją. W latach 1842–1843 próbowano bezskutecznie wznowić opór, czemu sprzeciwiał się między innymi Andries W. Pretorius. Wobec niepowodzenia prób wznowienia oporu w latach 1842-1843 rozpoczyna się wsteczny ruch migracyjny. Do końca 1843 roku ok. 60% tamtejszych Burów opuściło Natal, emigrując w większości do południowego i wschodniego Transwalu. W 1845 roku ostatecznie zlikwidowano ostatnie instytucje Republiki Natalii, a Natal stał się dystryktem Kolonii Przylądkowej. Jeszcze na przełomie lat 1846/1847 grupa voortrekkerów próbowała w porozumieniu z M'Pandą stworzyć Republikę Klip River w północnym Natalu, ale bez powodzenia. Do końca 1847 roku Brytyjczycy ugruntowali swoje panowanie nad Natalem, gdzie pozostało ostatecznie ok. 60 rodzin burskich, a sam Natal miał się stać najbardziej brytyjską z południowoafrykańskich kolonii.

## High Veld 1838-1848
Część voortrekkerów z Andriesem H. Potgieterem na czele od początku uważała, że głównym celem emigracji powinny być ziemie na północ od rzeki Vaal. Po pokonaniu Mzilikaziego i migracji Ndebele wytworzyła się w zachodnim Transwalu pustka polityczna. Co więcej, Potgieter mógł występować tak wobec Burów, jak i Afrykanów, jako dysponent tych ziem, jako ten, który pokonał Mzilikaziego. Jeszcze w 1837 roku powstało Klerksdorp, pierwsze burskie osiedle na północ od rzeki Vaal. Po porażce w starciu z Zulusami pod Italeni Potgieter ostatecznie zrezygnował z mieszania się w kwestie Natalu i całą swą uwagę poświęcił High Veldowi. W listopadzie 1838 roku założył Potchefstroom, które stało się pierwszą siedzibą Potgietera w Transwalu i pierwszym centrum burskiego osadnictwa. Innym ośrodkiem, na północy późniejszej Oranii, był Winburg, który stał się centrum konsolidującym tamtejszych voortrekkerów. Od listopada 1840 roku formalnie Winburg i Potchefstroom uznawały zwierzchnictwo Republiki Natalii, faktycznie jednak posiadały daleko idący stopień samodzielności. W 1843 roku po kapitulacji Volksraadu Republiki Natalii przed Brytyjczykami, Potchefstroom i Winburg wypowiedziały posłuszeństwo i ogłosiły niepodległość. Jednocześnie w latach 1842-1845 do High Veldu napłynęła fala voortrekkerow z Natalu, w większości osiedlając się we wschodnim i południowym Transwalu. W 1842 roku A.H. Potgieter zorganizował kolejną ekspedycję przeciw Mzilikaziemu, który osiedlił się w międzyczasie w północno-zachodnim Zimbabwe. Dwa lata później w 1844 społeczności Potchefstroom i Winburga połączyły się, wybierając Potgietera na swego przywódcę i tworząc wspólny Volksraad (Izba Ludowa – parlament).
Wobec wzrastającego zainteresowania Wielkiej Brytanii sytuacją w interiorze Potgieter postanowił przenieść się dalej na wschód, gdzie od 1843 roku osiedlali się emigranci z Natalu. Co więcej, wschodni Transwal dawał perspektywę nawiązania kontaktów z Portugalczykami z południowego Mozambiku. Jeszcze w 1842 roku powstało Andries-Ohrigstadt, jako centrum Burskiego osadnictwa we wschodnim Transwalu.

### Brytyjskie interwencje w High Veldzie
Od początku lat 40. XIX wieku Wielka Brytania zintensyfikowała swoją politykę wobec południowoafrykańskiego interioru. Chcąc wzorem Natalu rozciągnąć swoje zwierzchnictwo na tamtejsze społeczności voortrekkerów. Lata 1840-1845 to okres szukania przez Brytyjczyków sojuszników na obszarze pomiędzy rzekami Oranje i Vaal. Znaleźli ich w osobie Adama Koka III, władcy Griqua, oraz Moshweshwe twórcy i władcy państwa Basuto ob. Lesotho. Choć w tym drugim przypadku miało się to okazać bardziej problematyczne. Do 1845 roku okazało się jednak, że interwencje dyplomatyczne i pośrednie zaangażowanie nie wystarczają. Zwłaszcza że po upadku Republiki Natalii doszło do konsolidacji społeczności burskich na tym terenie. Co więcej, do interwencji zachęcał Brytyjczyków Adam Kok III. Ostatecznie 26 kwietnia 1845 roku wojska brytyjskie przekroczyły Oranje i cztery dni później, 30 kwietnia, połączone siły brytyjskie i Griqua, rozproszyły pod Swartkoppies siły burskie, zmuszając voortrekkerów do wycofania się na północ, do Winburga.
Ta data wyznacza początek końca Wielkiego Treku. Następne niemal trzy lata to okres rosnącego brytyjskiego zaangażowania na High Veldzie, oraz stabilizowania się burskiej obecności w Transwalu. W czerwcu 1845 roku brytyjski gubernator Kolonii Przylądkowej przybył do Trans-Oranii (jak nazywano obszary pomiędzy rzekami Vaal i Oranje, by narzucić lokalnym społecznościom modus vivendi. Zainstalowano wówczas na tamtym terenie brytyjskiego rezydenta, który miał pełnić funkcję mediatora pomiędzy różnymi społecznościami: Afrykanów, Burów i Griqua. Szybko się jednak okazało, że nie był w stanie wypełnić powierzonego mu mandatu. Do zasadniczej zmiany sytuacji doszło w 1847 roku, kiedy nowym gubernatorem został sir Harry Smith, zwolennik bardziej agresywnej polityki. W tym samym roku Andries W. Pretorius ostatecznie porzucił Natal i ideę współpracy z Brytyjczykami, udając się do Transwalu.
Nowy gubernator przystąpił do energicznych działań i po spacyfikowaniu wschodniego pogranicza Kolonii Przylądkowej, uzyskawszy zgodę władz w Londynie, 3 lutego 1848 roku ogłosił aneksję Trans-Oranii i powstanie nowej brytyjskiej posiadłości – Zwierzchnictwa Rzeki Oranje obejmującego formalnie wszystkie tereny pomiędzy rzekami Vaal i Oranje, oraz Górami Smoczymi. Decyzja władz brytyjskich spotkała się ze zrozumiałym oporem znacznej części Burów. Na lidera oporu wyrósł A.W. Pretorius. 11 lipca 1848 roku zgromadził swoich zwolenników, dwa dni później, na czele 500 voortrekkerów zajął Winburg, a tydzień później, 20 lipca Bloemfontein, stolice Zwierzchnictwa. Do końca lipca wyparł administrację brytyjska za całego terenu Zwierzchnictwa. Sukces był jednak tymczasowy. 26 sierpnia 1848 roku siły brytyjskie przeprawiły się przez Oranje, a 28 sierpnia w bitwie pod Boomplaats siły Pretoriusa zostały rozbite. To faktycznie skończyło opór. 7 września 1848 roku Harry Smith ogłosił w Winburgu restaurację Zwierzchnictwa Rzeki Oranje.
Ta datę uważa się często za wyznaczającą koniec Wielkiego Treku.

## Skutki Wielkiego Treku
Rok 1848 wyznacza datę kończącą Wielki Trek, gdyż to, co nastąpi w latach 1848-1854, raczej należy już do historii Transwalu i Oranii, niż Wielkiego Treku. W 1848 roku rozciągając swe panowanie na ziemie po rzekę Vaal, Wielka Brytania uznała faktycznie, choć jeszcze nie formalnie, niezależność burskich społeczności w Transwalu.
Wielki Trek oznaczał zasadnicze przemodelowanie sytuacji w południowoafrykańskim interiorze. Po pierwsze tylko do roku 1840 wyemigrowało z Kolonii Przylądkowej 6000 osób, co stanowiło 10% białej populacji kolonii i 20% populacji jej wschodnich dystryktów. W 1854 roku łączna biała populacja Transwalu i Oranii wynosiła ok. 40 000 osób (odpowiednio 25.000 w Transwalu i 15.000 w Oranii), w olbrzymiej większości, byli to Burowie. W interiorze południowej Afryki osiedliło się szereg burskich społeczności, które zaczęły z czasem tworzyć swą odrębną państwowość. W ostatecznym rozrachunku wyłoniły się dwie republiki burskie: Transwal i Orania.
Innym skutkiem było rozszerzenie zasięgu brytyjskiego panowania. Wielka Brytania na trwale opanowała Natal. Jednocześnie w interiorze miejsce wielu słabo zorganizowanych społeczności afrykańskich zajęły dwie republiki burskie i dobrze zorganizowane państwa afrykańskie (BaRolong Moroko, Basuto Moshweshwe, Griqua Adama Koka III).
Wreszcie Wielki Trek otworzył południowoafrykański interior na penetrację europejskich podróżników i misjonarzy. W tym czasie swoje wielkie wyprawy w głąb Afryki podjął David Livingstone, działalność misyjną rozwijał Robert Moffat, a Europejczycy zaczęli poznawać tereny aż po rzekę Zambezi.